# Pseudelaeodes proteoides
Pseudelaeodes proteoides là một loài bướm đêm trong họ Noctuidae.